# Miss Universe 2016
Miss Universe 2016 var den 65. Miss Universe konkurrence. Den blev afholdt 30. januar 2017 i Pasay (en del af storbyområdet Manila i Filippinerne. I konkurrencen deltog repræsentanter fra 86 lande og territorier fra hele verden. Vinderen blev franske Iris Mittenaere (født 25. januar 1993).
Det var første gang i 63 år, at Frankrig modtog titlen og den første europæiske vinder siden Ruslands Oksana Fedorova vandt titlen ved Miss Universe 2002. 
Fra Danmark deltog Christina Mikkelsen. 

## Resultat

### Placeringer
| Finaleresultater   | Deltager                                                                                                  |
| ------------------ | --- |
| Miss Universe 2016 | - Frankrig – Iris Mittenaere                                                                              |
| Nr. 2              | - Haiti – Raquel Pélissier                                                                                |
| Nr. 3              | - Colombia – Andrea Tovar                                                                                 |
| Top 6              | - Kenya – Mary Esther Were - Philippines – Maxine Medina - Thailand – Chalita Suansane §                  |
| Top 9              | - Canada – Siera Bearchell - Mexico – Kristal Silva - United States – Deshauna Barber                     |
| Top 13             | - Brasilien – Raissa Santana - Indonesien – Kezia Warouw - Panama – Keity Drennan - Peru – Valeria Piazza |

## Deltagere
86 deltagere deltog ved Miss Universe 2016: Alder, højde og hjemby er angivet. Bemærk, at hjemby ikke nødvendigvis er overensstemmende med fødeby.
| Land/Territorie        | Deltager                 | Alder | Højde               | Hjemby           |
| ---------------------- | ------------------------ | ----- | ------------------- | ---------------- |
| Albanien               | Lindita Idrizi           | 20    | 5 ft 11 in (180 cm) | Elbasan          |
| Angola                 | Luísa Baptista           | 21    | 5 ft 9 in (175 cm)  | Cuando Cubango   |
| Argentina              | Estefanía Bernal         | 21    | 5 ft 8 in (173 cm)  | Buenos Aires     |
| Aruba                  | Charlene Leslie          | 24    | 5 ft 11 in (180 cm) | Oranjestad       |
| Australia              | Caris Tiivel             | 23    | 5 ft 10 in (178 cm) | Perth            |
| Østrig                 | Dajana Dzinic            | 21    | 5 ft 7 in (170 cm)  | Wien             |
| Bahamas                | Cherell Williamson       | 24    | 6 ft 0 in (183 cm)  | Nassau           |
| Barbados               | Shannon Harris           | 22    | 5 ft 9 in (175 cm)  | Bridgetown       |
| Belgien                | Stephanie Geldhof        | 19    | 5 ft 8 in (173 cm)  | Aalst            |
| Belize                 | Rebecca Rath             | 23    | 5 ft 8 in (173 cm)  | Dangriga         |
| Bolivia                | Antonella Moscatelli     | 21    | 5 ft 9 in (175 cm)  | Santa Cruz       |
| Brasilien              | Raissa Santana           | 21    | 5 ft 9 in (175 cm)  | Itaberaba        |
| British Virgin Islands | Erika Creque             | 22    | 5 ft 6 in (168 cm)  | Road Town        |
| Bulgarien              | Violina Ancheva          | 21    | 5 ft 8 in (173 cm)  | Sofia            |
| Canada                 | Siera Bearchell          | 23    | 5 ft 9 in (175 cm)  | Moose Jaw        |
| Cayman Islands         | Monyque Brooks           | 25    | 5 ft 9 in (175 cm)  | West Bay         |
| Chile                  | Catalina Cáceres         | 26    | 5 ft 9 in (175 cm)  | Santiago         |
| Kina                   | Li Zhenying              | 21    | 5 ft 10 in (178 cm) | Shanghai         |
| Colombia               | Andrea Tovar             | 23    | 5 ft 10 in (178 cm) | Quibdó           |
| Costa Rica             | Carolina Rodríguez       | 27    | 5 ft 7 in (170 cm)  | Alajuela         |
| Kroatien               | Barbara Filipović        | 19    | 5 ft 9 in (175 cm)  | Zagreb           |
| Curaçao                | Chanelle de Lau          | 21    | 5 ft 11 in (180 cm) | Willemstad       |
| Tjekkiet               | Andrea Bezděková         | 21    | 5 ft 9 in (175 cm)  | Prag             |
| Danmark                | Christina Mikkelsen      | 24    | 5 ft 9 in (175 cm)  | København        |
| Dominikanske Republik  | Rosalba Garcías          | 24    | 5 ft 11 in (180 cm) | Maimón           |
| Ecuador                | Connie Jiménez           | 21    | 5 ft 9 in (175 cm)  | Ventanas         |
| Finland                | Shirly Karvinen          | 24    | 5 ft 7 in (170 cm)  | Helsinki         |
| Frankrig               | Iris Mittenaere          | 24    | 5 ft 8 in (173 cm)  | Paris            |
| Georgien               | Nuka Karalashvili        | 25    | 5 ft 8 in (173 cm)  | Tbilisi          |
| Tyskland               | Johanna Acs              | 24    | 5 ft 10 in (178 cm) | Eschweiler       |
| Storbritannien         | Jaime-Lee Faulkner       | 27    | 5 ft 8 in (173 cm)  | Sheffield        |
| Guam                   | Muñeka Taisipic          | 19    | 5 ft 6 in (168 cm)  | Yona             |
| Guatemala              | Virginia Argueta         | 22    | 5 ft 7 in (170 cm)  | Jutiapa          |
| Guyana                 | Soyini Fraser            | 26    | 5 ft 10 in (178 cm) | Georgetown       |
| Haiti                  | Raquel Pélissier         | 25    | 5 ft 11 in (180 cm) | Port-au-Prince   |
| Honduras               | Sirey Moran              | 26    | 5 ft 9 in (175 cm)  | El Progreso      |
| Ungarn                 | Veronika Bodizs          | 24    | 5 ft 8 in (173 cm)  | Budapest         |
| Island                 | Hildur María Leifsdóttir | 24    | 5 ft 6 in (168 cm)  | Kópavogur        |
| Indien                 | Roshmitha Harimurthy     | 22    | 5 ft 9 in (175 cm)  | Bangalore        |
| Indonesien             | Kezia Warouw             | 25    | 6 ft 0 in (183 cm)  | Manado           |
| Israel                 | Yam Kaspers Anshel       | 18    | 5 ft 10 in (178 cm) | Herzliya         |
| Italien                | Sophia Sergio            | 24    | 6 ft 0 in (183 cm)  | Napoli           |
| Jamaica                | Isabel Dalley            | 20    | 6 ft 2 in (188 cm)  | Montego Bay      |
| Japan                  | Sari Nakazawa            | 23    | 5 ft 7 in (170 cm)  | Shiga            |
| Kazakhstan             | Darina Kulsitova         | 19    | 5 ft 6 in (168 cm)  | Semey            |
| Kenya                  | Mary Esther Were         | 27    | 5 ft 11 in (180 cm) | Nairobi          |
| Korea                  | Jenny Kim                | 23    | 5 ft 8 in (173 cm)  | Seoul            |
| Kosovo                 | Camila Barraza           | 23    | 5 ft 10 in (178 cm) | Pristina         |
| Malaysia               | Kiran Jassal             | 20    | 5 ft 7 in (170 cm)  | Subang Jaya      |
| Malta                  | Martha Fenech            | 26    | 5 ft 7 in (170 cm)  | St. Julian's     |
| Mauritius              | Kushboo Ramnawaj         | 26    | 5 ft 8 in (173 cm)  | Rivière Du Poste |
| Mexico                 | Kristal Silva            | 25    | 5 ft 10 in (178 cm) | Ciudad Victoria  |
| Myanmar                | Htet Htet Htun           | 24    | 5 ft 7 in (170 cm)  | Yangon           |
| Namibia                | Lizelle Esterhuizen      | 20    | 6 ft 0 in (183 cm)  | Windhoek         |
| Holland                | Zoey Ivory               | 23    | 5 ft 11 in (180 cm) | Almere           |
| New Zealand            | Tania Dawson             | 24    | 5 ft 5 in (165 cm)  | Auckland         |
| Nicaragua              | Marina Jacoby            | 21    | 5 ft 8 in (173 cm)  | Matagalpa        |
| Nigeria                | Unoaku Anyadike          | 22    | 6 ft 0 in (183 cm)  | Lagos            |
| Norge                  | Christina Waage          | 21    | 5 ft 8 in (173 cm)  | Nes              |
| Panama                 | Keity Drennan            | 26    | 5 ft 9 in (175 cm)  | Panama City      |
| Paraguay               | Andrea Melgarejo         | 22    | 5 ft 10 in (178 cm) | Villarrica       |
| Peru                   | Valeria Piazza           | 26    | 5 ft 9 in (175 cm)  | Lima             |
| Filippinerne           | Maxine Medina            | 26    | 5 ft 8 in (173 cm)  | Quezon City      |
| Polen                  | Izabella Krzan           | 21    | 5 ft 11 in (180 cm) | Olsztyn          |
| Portugal               | Flávia Brito             | 23    | 5 ft 7 in (170 cm)  | Vilamoura        |
| Puerto Rico            | Brenda Jiménez           | 22    | 5 ft 10 in (178 cm) | Aguadilla        |
| Rumænien               | Teodora Dan              | 27    | 5 ft 9 in (175 cm)  | Bukarest         |
| Rusland                | Yuliana Korolkova        | 22    | 5 ft 8 in (173 cm)  | Orsk             |
| Sierra Leone           | Hawa Kamara              | 26    | 5 ft 7 in (170 cm)  | Freetown         |
| Singapore              | Cheryl Chou              | 20    | 5 ft 6 in (168 cm)  | Singapore        |
| Slovakiet              | Zuzana Kollárová         | 25    | 5 ft 8 in (173 cm)  | Bratislava       |
| Slovenien              | Lucija Potočnik          | 25    | 5 ft 8 in (173 cm)  | Maribor          |
| Sydafrika              | Ntandoyenkosi Kunene     | 24    | 5 ft 9 in (175 cm)  | Mkhondo          |
| Spanien                | Noelia Freire            | 24    | 5 ft 8 in (173 cm)  | Ciudad Real      |
| Sri Lanka              | Jayathi De Silva         | 26    | 5 ft 8 in (173 cm)  | Colombo          |
| Sverige                | Ida Ovmar                | 21    | 5 ft 8 in (173 cm)  | Luleå            |
| Schweiz                | Dijana Cvijetić          | 23    | 5 ft 7 in (170 cm)  | Gossau           |
| Tanzania               | Jihan Dimachk            | 20    | 5 ft 9 in (175 cm)  | Dar es Salaam    |
| Thailand               | Chalita Suansane         | 22    | 5 ft 7 in (170 cm)  | Samut Prakan     |
| Tyrkiet                | Tansu Sila Çakir         | 21    | 5 ft 8 in (173 cm)  | Istanbul         |
| Ukraine                | Alena Spodynyuk          | 19    | 5 ft 11 in (180 cm) | Kyiv             |
| Uruguay                | Magdalena Cohendet       | 22    | 5 ft 8 in (173 cm)  | Artigas          |
| USA                    | Deshauna Barber          | 27    | 5 ft 9 in (175 cm)  | Washington, D.C. |
| US Virgin Islands      | Carolyn Carter           | 27    | 5 ft 7 in (170 cm)  | Saint Croix      |
| Venezuela              | Mariam Habach            | 21    | 6 ft 0 in (183 cm)  | El Tocuyo        |
| Vietnam                | Đặng Thị Lệ Hằng         | 23    | 5 ft 9 in (175 cm)  | Đà Nẵng          |

## Eksternt link
- Miss Universe Organization Officielt Website